# Biblioteka Uniwersytetu Lwowskiego

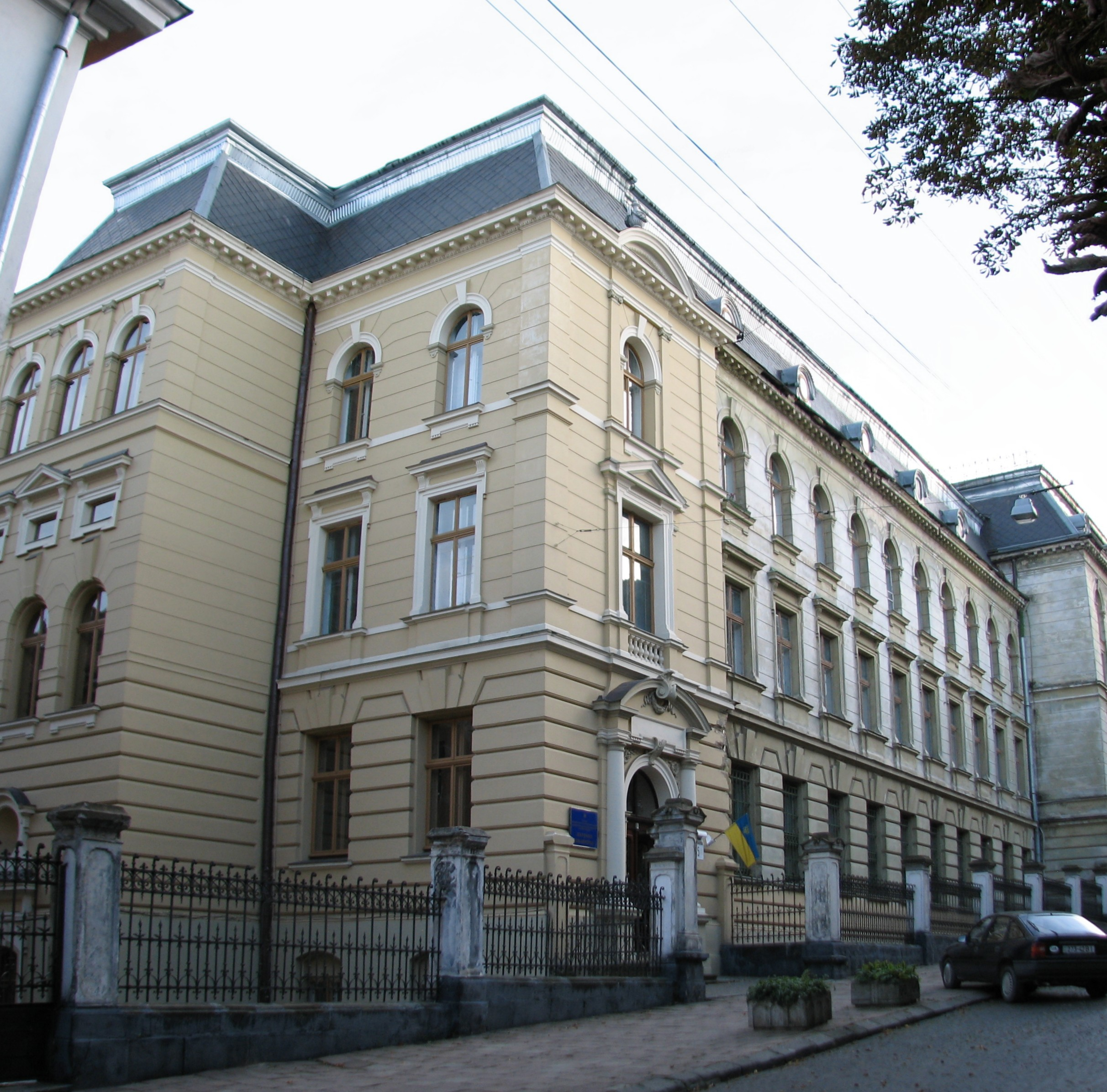
Główny gmach Biblioteki Uniwersyteckiej od 1905 - ul. Mochnackiego/Drahomanowa 5

Biblioteka Uniwersytetu Lwowskiego – biblioteka akademicka, jedna z największych przedwojennych polskich bibliotek uniwersyteckich. Współcześnie jedna z najstarszych i największych bibliotek Ukrainy.  

## Historia biblioteki
Biblioteka powstała w 1785 roku na bazie księgozbioru byłej Akademii Jezuickiej i zbiorów biblioteki liczącej 1100 (lub 11000) woluminów, daru braci Garellich, rodziny austriackich lekarzy i bibliotekarzy z Wiednia (ofiarodawcą było Verein für Landeskunde von Niederösterreich und Wien). Pomniejszymi księgozbiorami wchodzącymi w skład biblioteki były kolekcje rękopisów i starodruków z likwidowanych galicyjskich klasztorów (m.in. tynieckich benedyktynów i złoczowskich dominikanów). Pierwszą siedzibą biblioteki były zabudowania potrynitarskie nieopodal dawnej Bramy Krakowskiej oraz dawny kościół trynitarzy – późniejsza Cerkiew Przemienienia Pańskiego. We wnętrzach świątyni i w jej dwóch wieżach znajdowała się czytelnia, magazyn oraz sala prohibitów – ksiąg zakazanych (w jednej z wież). W kolejnych latach zbiory biblioteczne, będące pod nadzorem austriackich zarządców, zostały częściowo rozsprzedane lub rozgrabione. Dotyczyło to zwłaszcza polskich zabytków piśmiennictwa. Przykładem tego było sprzedanie za 15 koron Psałterza krakowskiego Hieronima Wietora. W 1835 roku stanowisko dyrektora biblioteki objął pierwszy Polak Franciszek Stroński, który położył kres takim praktykom.  
W 1848 roku biblioteka liczyła 51 tysięcy tomów. Na skutek bombardowania śródmieścia podczas Wiosny Ludów spłonęły budynki uniwersytetu i biblioteki przy ul. Krakowskiej. Niemal cały zbiór uległ zniszczeniu. Zachowało się jedynie 7200 tomów. Biblioteka na kolejne cztery lata została zamknięta. W 1852 roku została przeniesiona i reaktywowana w nowych pomieszczeniach dawnego konwiktu jezuitów przy ul. św. Mikołaja Dzięki darom m.in. Zakładu Narodowego im. Ossolińskich, hrabiego Stanisława Dunina-Borkowskiego, radnego miejskiego księdza M. Formaniosa, jej zbiory szybko rosły. W 1904 roku księgozbiór liczył już 180 tysięcy woluminów. 22 maja 1905 roku oddano do użytku nowy budynek biblioteczny przy ulicy Mochnackiego 5 (współcześnie Drahomanowa 5), zaprojektowany według planów podobnej placówki w Grazu. Biblioteka ma w nim swą główną siedzibę do dziś. W bibliotece wprowadzono nowy, numeryczny system przechowywania i katalogowania zbiorów. 
W 1906 roku z czytelni biblioteki korzystało 53 534 czytelników, którym wydano 110 206 dzieł w 191 263 tomach i 1309 rękopisów. W 1907 roku Biblioteka Lwowska liczyła 90 tysięcy dzieł w 191 263 tomach, 887 rękopisów, ok. 800 archiwaliów i 297 dyplomów. Dział matematyczno-fizyczny zawierał 6680 dzieł, przyrodniczy 3210, medyczny 5625 dzieł. Prócz tego w bibliotece znajdował się gabinet numizmatyczny z 11 178 monetami i 502 medalami.
Od 1919 roku bibliotece przysługiwał egzemplarz obowiązkowy. Biblioteka wciąż się rozrastała, między innymi dzięki cennym darom, takim jak choćby podarowany księgozbiór z Honfleur (25 tysięcy woluminów), spadek po Witoldzie Czartoryskim. W 1939 roku biblioteka liczyła 420 tysięcy woluminów, w tym ok. 1300 rękopisów, 3000 inkunabułów i 14 tysięcy numizmatów. Podczas drugiej wojny światowej funkcjonowała jako Staatsbibliothek. W 1944 roku odzyskała status biblioteki uniwersyteckiej.

## Literatura przedmiotu
- Eugeniusz Barwiński: Katalog inkunabułów biblioteki Uniwersyteckiej we Lwowie, Uniwersytet Jana Kazimierza we Lwowie. Biblioteka, Wydawca	Z druk. W.A. Szyjkowskiego, 1912